# 김금철
김금철(미상 ~ )은 조선민주주의인민공화국의 군인 겸 정치인이다. 조선로동당 중앙위원회 위원 겸 내각사무장이다. 당 검열위원회 위원이다.

## 경력
조선인민군 10군단 군단장으로 2016년 5월 조선로동당 제7차 대회에서 조선로동당 중앙위원회 위원에 임명되었다. 현재 당 검열위원회 위원 겸 조선인민군 중장으로 제287대연합부대 부대장을 맡고 있다. 2021년 1월 개최된 최고인민회의에서 내각사무장으로 임명되었다.

## 기타
2015년 11월 리을설과 2018년 8월 김영춘 사망 당시에 국가장의위원회 위원을 맡았다.